# Telmatoscopus terminalis
Telmatoscopus terminalis är en tvåvingeart som beskrevs av Satchell 1955. Telmatoscopus terminalis ingår i släktet Telmatoscopus och familjen fjärilsmyggor.
Artens utbredningsområde är Jamaica. Inga underarter finns listade i Catalogue of Life.